# リヒテンシュタインの首相
リヒテンシュタインの首相（―のしゅしょう、ドイツ語: Regierungschefs von Liechtenstein）は、リヒテンシュタインにおける政府の長である。

## 歴代首相の一覧
| 代   | 肖像 | 氏名                                                              | 就任日         | 退任日         | 所属政党   | 備考             |
| ---- | ---- | ----------------------------------------------------------------- | -------------- | -------------- | ---------- | ---------------- |
| 1    |      | ヨーゼフ・オスペルト Joseph Ospelt                                | 1921年3月2日   | 1922年5月11日  | 進歩市民党 |                  |
| 代行 |      | アルフォンス・フィーガー Alfons Feger                             | 1922年5月4日   | 1922年6月16日  | 無所属     | オスペルトを代行 |
| 代行 |      | フェリックス・グベルマン Felix Gubelmann                          | 1922年6月1日   | 1922年6月16日  | 進歩市民党 | フィーガーを代行 |
| 2    |      | グスタフ・シャドラー Gustav Schädler                              | 1922年6月6日   | 1928年6月27日  | 祖国連合   |                  |
| 暫定 |      | アルフレート・フォン・リヒテンシュタイン Alfred von Liechtenstein | 1928年6月28日  | 1928年8月5日   | 無所属     |                  |
| 3    |      | ヨーゼフ・ホープ Josef Hoop                                       | 1928年8月4日   | 1945年9月3日   | 進歩市民党 |                  |
| 4    |      | アレクサンダー・フリック Alexander Frick                          | 1945年9月3日   | 1962年7月16日  | 進歩市民党 |                  |
| 5    |      | ジェラール・バトリナー Gerard Batliner                            | 1962年7月16日  | 1970年3月18日  | 進歩市民党 |                  |
| 6    |      | アルフレッド・ヒルブ Alfred Hilbe                                 | 1970年3月18日  | 1974年3月27日  | 祖国連合   |                  |
| 7    |      | ウォルター・キーバー Walter Kieber                                | 1974年3月27日  | 1978年4月26日  | 進歩市民党 |                  |
| 8    |      | ハンス・ブランハルト Hans Brunhart                                | 1978年4月26日  | 1993年5月26日  | 祖国連合   |                  |
| 9    |      | マルクス・ブュッセル Markus Büchel                                | 1993年5月26日  | 1993年12月15日 | 進歩市民党 |                  |
| 10   |      | マリオ・フリック Mario Frick                                      | 1993年12月15日 | 2001年4月5日   | 祖国連合   |                  |
| 11   |      | オットマール・ハスラー Otmar Hasler                               | 2001年4月5日   | 2009年3月25日  | 進歩市民党 |                  |
| 12   |      | クラウス・チュッチャー Klaus Tschütscher                          | 2009年3月25日  | 2013年3月27日  | 祖国連合   |                  |
| 13   |      | アドリアン・ハスラー Adrian Hasler                                | 2013年3月27日  | 2021年3月25日  | 進歩市民党 |                  |
| 14   |      | ダニエル・リッシュ Daniel Risch                                   | 2021年3月25日  | 2025年4月10日  | 祖国連合   |                  |
| 15   |      | ブリギッテ・ハース Brigitte Haas                                  | 2025年4月10日  | （現職）       | 祖国連合   |                  |